# Jasmin Paris
Jasmin Karina Paris (Manchester, novembre de 1983) és una corredora de muntanya anglesa, que ha estat campiona nacional i ha establert rècords per a la Bob Grahamn Round i la Ramsay Round. El 2024 va ser la primera dona a completar amb èxit les Maratons de Barkley.
És molt coneguda a la Gran Bretanya com a corredora d'alta muntanya, però a l'escenari internacional es va consolidar com a corredora després de la seva victòria a les Skyrunner World Series 2016 (Sky Extreme) i de guanyar la medalla de bronze als Campionats del món de Skyrunning 2016 (Sky Ultra). Va rebre una atenció important dels mitjans per la seva victòria general a la Spine Race del 2019. El 2024 es va convertir en la primera dona a completar amb èxit les Maratons de Barkley, ultramarató que se celebra anualment a l'estat de Tennessee.

## Biografia
Paris va néixer a Manchester i va créixer al Peak District. Mentre estava a la Universitat de Liverpool, va ser membre de l'Open Air Club, que fomentava les activitats a l'aire lliure. No obstant això, no va començar a córrer fins que va deixar la universitat el 2008 i estava treballant a Glossop, a prop de la seva ciutat natal, Hadfield, a Derbyshire, tot i que havia fet una mica de motxilla i caminava molt per alta muntanya. Després d'un any sabàtic de dotze mesos a Minnesota, va tornar al Regne Unit i el 2020 es va traslladar a Edimburg, on va començar a competir de forma més assídua.
Ha obtingut els seus millors resultats en les curses més llargues. Les seves victòries inclouen la Three Peaks Race, Wasdale, Borrowdale, Langdale Horseshoe, Ennerdale Horseshoe i la de l'illa del Jura, i ha guanyat la sèrie Lakeland Classics Trophy. Així mateix, va guanyar els Scottish Hill Running Championships el 2014 i el 2015 i el 2015 i el 2018 va guanyar el British Fell Running Championships.
L'any 2015 va començar a tenir més protagonisme en el món de les curses d'ultra distància. A l'abril d'aquell any va establir un nou rècord femení d'11:09 h a la Fellsman, acabant quarta a la general, i al juny va ser la primera dona en acabar, i segona a la general, en la cursa de cinc dies Dragon's Back Race a Gal·les.
El 23 d'abril de 2016 va completar la Bob Graham Round amb un temps de 15:24 hores, escurçant en més de dues hores i mitja el rècord femení que fins aquell moment tenia la britànica Nicky Spinks. El rècord es va mantenir fins al juliol de 2020, quan Beth Pascall va córrer la Bob Graham Round en 14:34 h. El juny el mateix any va córrer la ronda Ramsay amb un temps de 16:13 hores, que no només va ser un nou rècord femení, sinó el temps més ràpid conegut d'aquesta ruta. Es va mantenir el rècord general fins al 2019, quan Es Tresidder la va córrer un minut més ràpid.
Al juliol va ocupar el tercer lloc a la Buff Epic Trail 105K, que va ser la cursa del Campionat del Món de Skyrunning 2016 per a la categoria ultra. A l'agost va acabar en sisena posició a l'UTMB, la seva primera cursa de 100 milles i al setembre es va coronar campiona de la sèrie Extreme de la Skyrunner World Series 2016, després d'haver guanyat tant la Tromsø SkyRace com la Glen Coe Skyline. A l'octubre va establir un nou rècord femení per a la Paddy Buckley Round, amb un temps de 18:33 hores.
París va establir un nou rècord de cursa a la Spine Race de 2019 al llarg del Pennine Way, acabant les 268 milles (431.3 km) el 16 de gener en 83 hores, 12 minuts i 23 segons. Tot i les pauses per alletar el seu nadó, es va convertir en la primera dona a guanyar l'esdeveniment en general, i va superar el rècord anterior de 95:17 h establert per Eoin Keith el 2016, així com el rècord femení anterior de 109:54 h aconseguit per Carol Morgan el 2017.
El juliol de 2021 París va completar un circuit de vint-i-nou cims Munros als Cairngorms, establint un rècord femení tornant al punt de partida en vint-i-quatre hores. El mateix any, va guanyar l'Ultra Tour Monte Rosa a Suïssa.
El març de 2022 va competir a les Maratons de Barkley a Frozen Head State Park, Tennessee. També va completar una "Fun Run" de tres bucles, la primera vegada durant nou anys que una dona ho feia. El març del 2023 va ser la segona dona que va intentar un quart bucle, que va acabar, però no dins del límit de temps. El març de 2024 va establir un altre rècord a les Maratons de Barkley en convertir-se en la primera dona a completar l'esdeveniment amb un temps de 59:58:21 h, només 99 segons dins del temps de tall.
Fins a l'any 2022 va estar sota el patrocini d'Inov-8, però va optar per córrer amb el nom de Green Runners, un grup ecologista del qual és cofundadora.

## Vida personal
És filla dels matemàtics Jeff Paris i Alena Vencovská, està casada amb el corredor Konrad Rawlik, i és mare de dos fills.
El 2008 es va graduar a la Universitat de Liverpool i el 2020 es va doctorar per la Universitat d'Edimburg amb la tesi doctoral titulada Novel regulators of cancer stem cell biology in acute myeloid leukaemia. Actualment és veterinaria i professora sènior a la Royal (Dick) School of Veterinary Studies de la Universitat d'Edimburg.